# みずかみ
株式会社みずかみは、岩手県遠野市に本社を置き、スーパーマーケットを運営している企業。アークスグループの企業であり、ベルジョイスの100%子会社。

## 概要
1967年4月に水上商店として創業。岩手県遠野市・釜石市・大槌町・花巻市において、スーパーマーケットを4店舗運営している。
アークスと子会社であるベルジョイスは2023年5月2日、ベルジョイスとみずかみを経営統合することで基本合意。同年8月17日に、同年9月1日付でベルジョイスとみずかみが経営統合を行う契約を締結した。
2023年9月1日に経営統合を実施したと同時に、みずかみはベルジョイスの完全子会社となった。社長はベルジョイスの社長が兼務する。

## 沿革
- 1967年4月 - 水上商店として岩手県遠野市にて創業。
- 1984年6月 - スーパーマーケット1号店となるサンライズみずかみ上郷店を開店。
- 1989年7月 - 株式会社みずかみとして法人へ改組。
- 2004年10月 - アクティマーケットプレイスを開店。
- 2011年3月 - 東日本大震災により、平田店・只越店・大町店・鵜住居店・大槌店の4店舗が被害を受ける（後に平田店と大槌店は営業再開）。
- 2023年9月 - ベルジョイスと経営統合を実施。同時にベルジョイスの完全子会社となる。

## 店舗
詳細は店舗情報を参照。